# ブレア・ウィッチ
『ブレア・ウィッチ』（原題: Blair Witch）は、2016年制作のアメリカ合衆国のホラー映画。低予算ながら世界中で大ブームを巻き起こした、1999年のホラー映画『ブレア・ウィッチ・プロジェクト』シリーズ3作目で、第1作目からの正統な続編ストーリーである。
当初のタイトルは『ザ・ウッズ』(The Woods) だったが、2016年7月22日にサンディエゴで開催されたポップカルチャー・イベント「コミコン・インターナショナル」でのワールドプレミア上映でサプライズ発表され、タイトルが『ブレア・ウィッチ』に変更された。

## あらすじ
魔女伝説を題材としたドキュメンタリー映画を撮影するために、メリーランド州バーキッツヴィルの森に入ったモンゴメリー大学映画学科の3人の学生が消息を絶ってから20年後。
失踪した3人のうちの1人、女性監督ヘザーの弟ジェームスは、ある日ネット上の動画サイト「YouTube」で姉らしき人物の映った映像を見る。
姉の生存を確信したジェームズは、行方不明となっている姉ヘザーを救い出し、さらに“ブレアの魔女”の謎を解くため、仲間たちと共にバーキッツヴィルの森に足を踏み入れる。

## キャスト
※括弧内は日本語吹替
- ジェームス - ジェームズ・アレン・マキューン（英語版）（野島裕史）
- リサ - キャリー・ヘルナンデス（英語版）（本名陽子）
- アシュリー - コービン・リード（森なな子）
- ピーター - ブランドン・スコット（英語版）（影平隆一）
- レーン - ウェス・ロビンソン（石狩勇気）
- タリア - ヴァロリー・カリー (Lynn)